# Chlorochaeta rufitornus
Chlorochaeta rufitornus là một loài bướm đêm trong họ Geometridae.